# Кивуя
Кивуя — деревня в Колчановском сельском поселении Волховского района Ленинградской области.

## История
На карте Санкт-Петербургской губернии Ф. Ф. Шуберта 1834 года упоминаются две смежные деревни: Малая Киву и Большая Киву.

КИВУЯ — деревня принадлежит статскому советнику Петрашевскому, число жителей по ревизии: 12 мужского пола, 9 женского пола. (1838 год)

На карте Ф. Ф. Шуберта 1844 года отмечены две смежные деревни: Малая Кивуя и Большая Кивуя.

КИВУЯ — деревня Ведомства государственного имущества, по просёлочной дороге, число дворов — 13, число душ — 43 мужского пола (1856 год)

КИВУЯ — деревня казённая и владельческая при колодце, число дворов — 22, число жителей: 61 мужского пола, 54 женского пола. (1862 год)

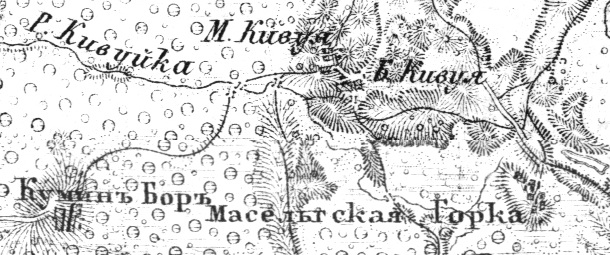
Деревня Кивуя на карте Ф. Ф. Шуберта 1872 года

В 1881 году временнообязанные крестьяне деревни выкупили свои земельные наделы у С. В. Демора и стали собственниками земли.
Сборник Центрального статистического комитета описывал её так:

БОЛЬШАЯ КИВУЯ — деревня бывшая владельческая при речке Кивуйке, дворов — 19, жителей — 103; часовня, лавка, кожевенный завод. (1885 год)

В конце XIX — начале XX века деревня административно относилась к Усадище-Масельгской волости 3-го стана Новоладожского уезда Санкт-Петербургской губернии.
По данным «Памятной книжки Санкт-Петербургской губернии» за 1905 год деревня называлась Большая-Кивуя и входила в Кивуй-Горское сельское общество.
Согласно военно-топографической карте Петроградской и Новгородской губерний издания 1915 года существовали две смежные деревни: Малая Кивуя и Большая Кивуя.
С 1917 по 1923 год деревня Кивуя входила в состав Кивуйского сельсовета Усадище-Масельгской волости Новоладожского уезда.
С 1923 года в составе  Вымовской волости Волховского уезда.
С 1927 года в составе Волховского района.
В 1928 году население деревни Кивуя составляло 171 человек.
По данным 1933 года деревня Кивуя являлась административным центром Вымовского сельсовета Волховского района, в который входили 7 населённых пунктов: деревни Вымово, Горка, Дерново, Каменка, Кивуя, Кумин-Бор, Регачево, общей численностью 1220 человек.
По данным 1936 года в состав Вымовского сельсовета входили 7 населённых пунктов, 177 хозяйств и 5 колхозов.
С 1946 года в составе Новоладожского района.
С 1954 года в составе Усадищенского сельсовета.
В 1958 году население деревни Кивуя составляло 63 человека.
С 1963 года в составе Масельгского сельсовета Волховского района.
По данным 1966 года деревня Кивуя входила в состав Усадищенского сельсовета.
По данным 1973 и 1990 годов деревня Кивуя входила в состав Колчановского сельсовета.
В 1997 году в деревне Кивуя Колчановской волости проживали 4 человека, в 2002 году — 5 человек (все русские).
В 2007 году в деревне Кивуя Колчановского СП — 9, в 2010 году — 16 человек.

## География
Деревня расположена в центральной части района на автодороге 41К-056 (Сясьстрой — Колчаново — Усадище).
Расстояние до административного центра поселения — 16 км.
Расстояние до ближайшей железнодорожной станции Колчаново — 19 км.
Деревня находится на правом берегу реки Кивуйка, левом притоке Масельги.

## Демография
| 1838 | 1862 | 1885 | 1997 | 2002 | 2007 | 2010 |
| ---- | ---- | ---- | ---- | ---- | ---- | ---- |
| 21   | ↗115 | ↘103 | ↘4   | ↗5   | ↗9   | ↗16  |
| 2013 | 2017 |      |      |      |      |      |
| ↘14  | ↗15  |      |      |      |      |      |

### Национальный состав
По данным Всероссийской переписи населения 2021 года в деревне проживали 30 человек, из них:
 русские — 22, грузины — 6, азербайджанцы — 2 человека.